# Das Rössli, die Seele eines Dorfes
Das Rössli, die Seele eines Dorfes ist ein Kinodokumentarfilm aus dem Jahr 2019 des Schweizer Regisseurs Erich Langjahr in Co-Regie mit Silvia Haselbeck. Der Film erzählt die historischen und baulichen Ereignisse des 1751 erbauten Gasthauses «Rössli» in Root.

## Entstehung
Der Film «Das Rössli, die Seele eines Dorfes» ist das Resultat einer Langzeitbeobachtung. Ab 2014 wurde das «Rössli» renoviert. Bis zur Wiedereröffnung 2019 begleiteten Erich Langjahr und Silvia Haselbeck, die bereits seit vielen Jahren im selben Dorf wohnen, den Umbau des Gebäudes.

## Inhalt
Das 1751 im Zentrum der luzernischen Gemeinde Root erbaute Gebäude des «Rössli» stand seit 1993 leer und rottete vor sich hin. Wäre es nicht 1998 unter Denkmalschutz gestellt worden, hätte man es wohl abgerissen. Nach zwanzig Jahren wendete sich 2013 das Blatt. In der Stiftung Abendrot, die auf der gegenüberliegenden Strassenseite eine Wohnüberbauung realisierte, fand sich eine Investorin, welche dazu bereit war, eine umfassende Renovation und Restaurierung des alten Gasthauses zu finanzieren.
Im Mittelpunkt des Films von Langjahr und Haselbeck stehen die Geschichte einer jahrhundertealten Gaststätte und die Darstellung der ländlichen Zivilisation von heute in ihrem rasanten Wandel. Gleichzeitig wird die moderne Arbeitswelt auf dem Bau im 21. Jahrhundert dokumentiert. «Ich wollte schon immer einen Film über eine Baustelle drehen», sagt Langjahr dazu. Fast alle am Bau beteiligten Leute wurden mit der Kamera begleitet, wodurch diese ein Gesicht bekamen. Auffallend sind dabei die unterschiedlichen Herkünfte aus ganz Europa, passend zum Thema des Wandels. «Das Rössli, die Seele eines Dorfes» ist die Verfilmung eines fünf Jahre dauernden Happy Ends.

## Rezeption
Andreas Fässler schrieb 2019 über den Film in der Zuger Zeitung: «Der neue Dokumentarfilm hat im Vergleich zu anderen Werken Langjahrs insofern eine besonders persönliche Note, als der Filmemacher und seine Partnerin selbst seit rund 40 Jahren in Root wohnhaft sind und den enormen Wandel des Dorfes inklusive die jüngere Geschichte des ‹Rössli› quasi von der Fensterbank aus haben beobachten können.»